# سن-مارسل، کبک
سن-مارسل (به فرانسوی: Saint-Marcel) شهری در منطقه شهری لیزله ناحیه شودییر-آپالاش در استان کبک کانادا است. در سرشماری سال ۲۰۱۱ این شهر ۵۲۷ نفر جمعیت داشته‌است و مساحت آن ۱۷۸٫۸۶ کیلومتر مربع است.